# Cisitu (Malangbong)
Cisitu is een bestuurslaag in het regentschap Garut van de provincie West-Java, Indonesië. Cisitu telt 5674 inwoners (volkstelling 2010).